# 6812-es mellékút (Magyarország)
A 6811-es számú mellékút egy közel hat kilométer hosszú, négy számjegyű országos közút Somogy vármegye nyugati szélén. Somogyzsitfa, Csákány és Szőkedencs településeket köti össze egymással, illetve a 7-es főúttal.

## Nyomvonala
A 6803-as útból ágazik ki, nem sokkal annak 14. kilométere után, Somogyzsitfa külterületén, a falu déli széle közelében. Nyugat felé indul, és 700 méter után eléri Csákány határszélét. Egy rövid szakaszon a határvonalat követi, majd majdnem pontosan az első kilométerénél az előbbi két település és Szőkedencs hármashatárához érkezik, innen már a két utóbbi község határát kíséri, további 300 méter után pedig teljesen csákányi területre lép, ott már délnyugat felé haladva.
Így éri el a község belterületének keleti szélét, ahol ismét nyugatabbi irányt vesz, Kossuth utca néven. 2,5 kilométer megtételét követően északnak kanyarodik és nem sokkal ezután így lép ki a belterületről is. A harmadik kilométere előtt pár lépéssel Szőkedencs területére ér, ott 3,5 kilométer után újra nyugatnak fordul. 4,5 kilométer teljesítését követően keresztezi a 7-es főutat, amely itt 183+700-as kilométerszelvényénél jár.
4,7 kilométer után éri el Szőkedencs lakott területét, ahol a Fő utca nevet veszi fel, északnak fordulva. A kira.gov.hu térképe csak a település központjáig mutatja a kilométer-számozását, ennek ellenére a szilárd burkolatú út innen még továbbfolytatódik az M7-es autópálya térségéig, felüljáróval keresztezi a nyomvonalát, annak 184,900-as kilométerszelvényénél, már Sávoly területén, majd a sztrádát elhagyva ér véget; onnan már csak makadámburkolatú vagy burkolatlan erdészeti utak formájában folytatódik.
Teljes hossza, az országos közutak térképes nyilvántartását szolgáló kira.gov.hu adatbázisa szerint 5,925 kilométer.